# Friedrich Ruttner
Friedrich Ruttner (* 15. Mai 1914 in Eger, Böhmen; † 3. Februar 1998 in Lunz am See) war ein österreichischer Zoologe und Bienenkundler. Bis 1945 war er Mitglied der SS, Arzt und Mitarbeiter am Erbbiologischen Forschungsinstitut der Führerschule der Deutschen Ärzteschaft des Eugenikers Hermann Boehm.

## Leben
Friedrich Ruttner war Sohn des österreichischen Limnologen Franz Ruttner (1882–1961).
In seiner ersten Karriere studierte er Medizin an der Universität Wien. Von Januar 1934 bis Herbst 1937 war er zudem SA-Mitglied, wobei er 1936 wegen illegaler, krimineller Aktivitäten für den Nationalsozialismus in Österreich gerichtlich verurteilt und vorübergehend vom Studium ausgeschlossen wurde. Er schloss sich zum 6. Februar 1938 der SS an (SS-Nummer 300.797). Nach dem Anschluss Österreichs beantragte Ruttner am 23. Mai 1938 die Aufnahme in die NSDAP und wurde rückwirkend zum 1. Mai desselben Jahres aufgenommen (Mitgliedsnummer 6.360.728).
Schließlich promovierte er 1938 zum Doktor der Medizin (Dr. med.) und wurde 1939 Mitarbeiter am Erbbiologischen Forschungsinstitut der Führerschule der Deutschen Ärzteschaft des Eugenikers Hermann Boehm in Alt Rehse. 1945 wurde er auf Anordnung der Alliierten aus dem Universitätsdienst entlassen (siehe Entnazifizierung).
Daraufhin baute Ruttner eine zweite Karriere als Bienenkundler auf. Sein Vater Franz Ruttner, Leiter der Biologischen Station in Lunz am See, gründete gemeinsam mit Friedrich und dessen Bruder Hans 1948 in Lunz eine Arbeitsgruppe „Bienen-Genetik“ der Biologischen Station Lunz; diese wurde 1957 als Institut für Bienenkunde ausgegliedert und später dem Landwirtschaftsministerium als Bundesanstalt für Bienenkunde unterstellt. 1948 erfolgte hier der Erstnachweis der Mehrfachbegattung der Bienenkönigin während des Hochzeitsfluges. Er studierte in dieser Zeit zudem Zoologie an der Universität Wien.
1965 folgte Friedrich Ruttner einer Berufung an die Universität Frankfurt als Professor für Zoologie am Fachbereich Biologie. Hier leitete er von November 1964 bis zu seiner Emeritierung 1981 auch das Institut für Bienenkunde in Oberursel. Ruttner pflegte Forschungskontakte mit Wissenschaftlern und Bienenzüchtern aus aller Welt. Mit seinem französischen Kollegen Jean Louveaux gründete er 1970 die Fachzeitschrift Apidologie, heute eine der bedeutendsten bienenwissenschaftlichen Zeitschriften. Ruttner verfasste u. a. das Werk Naturgeschichte der Honigbienen. Er entwickelte das Verfahren der Morphometrie weiter, um Bienenunterarten zu unterscheiden. Diese überlappen in ihren Merkmalen so weit, dass sie nur durch die synchrone Messung und den Vergleich zahlreicher Messwerte unterscheidbar sind. Dabei werden vor allem Messpunkte auf den Flügeln und die Winkel zwischen Flügeladern gemessen und nach bestimmten Vorschriften miteinander verrechnet. Die morphometrische Unterscheidung von Unterarten ist jedoch schwierig und die Zuordnung vieler regionaler Formen von der Messmethode abhängig, sodass viele Fachleute nur den Begriff Population verwenden.
Mitte der 1970er Jahre kam es zum Ausbruch der ersten Varroamilben in Deutschland, ausgehend von Honigbienen der Oberurseler Forscher, die versuchten, Mittel gegen die Varroose zu entwickeln. Ruttners Zuchtansätze und die Anwendung der künstlichen Besamung der Königin beeinflussten die Bienenzucht in Deutschland und Österreich.

## Schriften
- Die Zuchtauslese bei der Biene. Anleitungen zur Kör- und Belegstellenpraxis. Niederösterreichische Imkerschule, Wiener Neustadt 1963.
- Die Zuchtauslese bei der Biene. Ehrenwirth, München 1967.
- Die instrumentelle Besamung der Bienenkönigin. Apimondia Druck- und Verlags-Haus, Bukarest 1969.
- mit Roy A. Grout: Beute und Biene. Ehrenwirth, München 1971.
- Zuchttechnik und Zuchtauslese bei der Biene. Ehrenwirth, München 1973–1996, 3.–7. Auflage.
- Însămîn ţarea artificială a mătcii. Editura Apimondia, Bucureşti 1976, Ed. a 2-a, rev., ed. / sub conducerea F. Ruttner (rumänisch).
- Institut für Bienenkunde (Polytechnische Gesellschaft) der Johann-Wolfgang-Goethe-Universität, Frankfurt am Main anlässlich des 40jährigen Bestehens des Instituts für Bienenkunde. Frankfurter Sparkasse von 1822, Frankfurt am Main 1977.
- Historische Entwicklung des Bienenstockes. Apimondia, Bukarest 1979.
- Königinnenzucht. Apimondia-Verlag, Bukarest 1980.
- Biogeography and taxonomy of honeybees. Springer, Berlin 1988 (englisch).
- Breeding techniques and selection for breeding of the honeybee. British Isles Bee Breeders’ Association, 1988 (englisch).
- Naturgeschichte der Honigbienen. Ehrenwirth, München 1992 (2. Auflage bei Kosmos, Stuttgart 2003).